# Conflit albano-yougoslave de 1921
Ce différend qui a lieu en 1921 entre la Principauté d'Albanie et le Royaume des Serbes, Croates et Slovènes (futur Royaume de Yougoslavie) constitue une des premières actions de la Société des Nations (SDN). Il est essentiellement concentré autour d’un contentieux au sujet des frontières de l’Albanie qui n’ont pas été définies formellement par les traités suivants la Grande Guerre de 1914-1918.

## Contexte
Les frontières de l’Albanie avaient été une première fois démarquées pendant l’année 1913, à la suite de la déclaration d’indépendance du 28 novembre 1912. Néanmoins, celles-ci ont fait l’objet d’une renégociation en 1915 par les États alliés ce qui a rendu peu claire la véritable position des frontières de l’Albanie.

## Crise et intervention de la Société des Nations
En janvier 1921, des troupes yougoslaves violent le territoire de l’Albanie en y pénétrant sans autorisation, l'armée albanaise, qui se remettait de sa difficile victoire contre l'armée italienne lors de la guerre de Vlorë est prise au dépourvu face à l'invasion yougoslave aussi rapide qu'inattendue. La Yougoslavie, se référant aux frontières issues de l’arrangement entre les alliés en 1915, ne considère pas son action comme une intrusion tandis que l’Albanie, se référant aux frontières fixées en 1913 considère sa souveraineté sur son territoire bafouée. 
Finalement l'armée albanaise, aidée par les habitants de la zone qui est à majorité albanaise parvient à mettre en difficulté l'armée yougoslave assez longtemps pour en profiter en saisissant la Société des Nations. À cette époque le chef du gouvernement albanais Fan Noli avait fait des efforts diplomatiques considérable aux États-Unis et à Genève, il avait obtenu le soutien du Président Wilson aux négociations de Paris qui furent très bénéfique pour l'Albanie . Et en 1920 Fan Noli obtint aussi que l'Albanie soit admise à la Société des Nations nouvellement créée. L'Albanie y avait beaucoup d'alliés politiques, notamment les États-Unis ce qui peut expliquer que l'Albanie se soit tourné vers la Société des Nations. L’assemblée de celle-ci décide de ne pas statuer sur la démarcation de la frontière entre l’Albanie et la Yougoslavie et de laisser cette décision à la Conférence des Ambassadeurs, organe rattaché informellement à la SDN. Néanmoins, elle recommande au Conseil de la SDN la constitution d’une commission de trois membres ayant pour mission de faire appliquer la décision qui sera prise par la Conférence des ambassadeurs. La mise en place de cette commission est actée par le conseil dans une résolution d’octobre 1921.
Le 18 novembre 1921, les nouvelles frontières sont fixées par la conférence des ambassadeurs. Elles sont similaires à celles de 1913, ce qui était la revendication de départ faite par le gouvernement albanais et aussi la raison de la guerre, l'Albanie s'aspirait des frontières fixées par le traité de 1913 alors que la Yougoslavie s'aspirait des frontières issues de l’arrangement entre les alliés en 1915 . Cependant la Yougoslavie obtient un nouveau territoire assez petit, mais doit céder en contrepartie à l'Albanie un territoire de taille égal aussi. Ces nouvelles frontières légèrement modifiées sont acceptées par les deux parties . Cependant l'affrontement entre les troupes yougoslaves et albanaises ne s'arrête pas pour autant, les deux armées étant assez affranchi du contrôle de leur gouvernement, elles veulent continuer la guerre . Il faut alors attendre la convocation par le Royaume-Uni d’une réunion d’urgence à la fin du mois de novembre pour voir finalement les engagements respectés.

## Résolution du conflit
Cette crise entre l’Albanie et la Yougoslavie se termine pacifiquement, la commission veillant effectivement à l’évacuation par les troupes yougoslaves des territoires occupés, territoires qui ne seront pas remis en cause par la suite.
Cette gestion de crise constitue l’une des plus réussies de la part de la SDN étant donné que d’une part elle a une issue pacifique, et d’autre part qu’elle n’a pas été le cadre d’un conflit armé comme cela a été le cas dans les crises de Léticia entre la Colombie et le Pérou par exemple. À cela s’ajoute le fait que la Société des Nations, appuyée par la Conférence des ambassadeurs est parvenue à adopter une position impartiale qui a permis l’accord entre les deux pays concernés, l’Albanie et la Yougoslavie. 
De plus, elle a également suscité l’enthousiasme autour de l’action de la Société des Nations. Ainsi lors de son discours au Conseil en mai 1922 Lord Balfour, alors premier ministre du Royaume-Uni, déclara : « On doit conclure qu’il n’existe pas au monde d’homme d’État, de nation ou d’organisation qui eût pu accomplir dans cette affaire ce que la Société des Nations a accompli ; et que la raison de ce succès est dans le fait que l’Albanie et ses voisins et tous ceux qui étaient intéressés dans la question, auraient la certitude que la Société des Nations […] ne travaillait pas pour des buts égoïstes».